# 助手 (纳粹党)
助手（Helfer）是纳粹党於1938至1945年间設立的一个准军事衔级。助手在纳粹党职衔等级体系中的位置很低，只比最低的候补员高一级。通常，党组织中的助手都是高级官员的助理。这个衔级原本是为了取代旧衔级街区领导而设立的，但纳粹党在1938年大幅扩张了其衔级系统规模，旧职衔街区领导的職責劃給了工作领导。